# Campionati europei di pugilato dilettanti 1939
I Campionati europei di pugilato dilettanti maschili 1939 si sono tenuti a Dublino, Irlanda, dal 18 al 22 aprile 1939. È stata la 6ª edizione della competizione biennale organizzata dall'EABA. 71 pugili da 12 Paesi hanno partecipato alla competizione.

## Podi
| Categoria                   | Oro               | Argento            | Bronzo            |
| Pesi mosca (kg 50,8)        | James Ingle       | Nikolaus Obermauer | Guido Nardecchia  |
| Pesi gallo (kg 53,5)        | Ulderico Sergo    | Miksa Bondi        | Erich Wilke       |
| Pesi piuma (kg 57,1)        | Patrick Dowdall   | Antoni Czortek     | Lambert Genot     |
| Pesi leggeri (kg 61,2)      | Herbert Nürnberg  | Harald Kanepi      | Zbigniew Kowalski |
| Pesi welter (kg 66,7)       | Antoni Kolczyński | Erik Ågren         | Charles Evenden   |
| Pesi medi (kg 72,6)         | Anton Raadik      | Józef Pisarski     | Oscar Ågren       |
| Pesi mediomassimi (kg 79,4) | Luigi Musina      | Franciszek Szymura | Lajos Szigeti     |
| Pesi massimi (kg 79,4 +)    | Olle Tandberg     | Nemesio Lazzari    | Herbert Runge     |

## Medagliere
Nazione ospitante 
| Posiz. | Nazione  | Oro | Argento | Bronzo | Totale |
| ------ | -------- | --- | ------- | ------ | ------ |
| 1      | Italia   | 2   | 1       | 1      | 4      |
| 2      | Irlanda  | 2   | 0       | 1      | 3      |
| 3      | Polonia  | 1   | 3       | 1      | 5      |
| 4      | Germania | 1   | 1       | 2      | 4      |
| 5      | Svezia   | 1   | 1       | 1      | 3      |
| 6      | Estonia  | 1   | 1       | 0      | 2      |
| 7      | Ungheria | 0   | 1       | 1      | 2      |
| 8      | Belgio   | 0   | 0       | 1      | 1      |
|        | Totale   | 8   | 8       | 8      | 24     |